# Matthieu Delpierre
Matthieu Delpierre (n. 26 aprilie 1981, Nancy, Franța) este un fost fotbalist francez care a jucat pe postul de fundaș central.